# Petru Kuki
Petru Adalbert Kuki (ur. 22 maja 1955 w Satu Mare) – rumuński szermierz, wicemistrz świata i brązowy medalista mistrzostw Europy.
Podczas mistrzostw świata w Clermont-Ferrand w 1981 roku zdobył srebrny medal w turnieju indywidualnym. Na podium rozdzielił Władimira Smirnowa z ZSRR i Włocha Angelo Scuriego. Był to jedyny medal wywalczony przez Kukiego w zawodach tego cyklu.
Na igrzyskach olimpijskich w Montrealu w 1976 roku był dziewiąty we florecie indywidualnym i drużynowym. Na rozgrywanych cztery lata później igrzyskach olimpijskich w Moskwie w tych samych konkurencjach był odpowiednio szósty i piąty. Startował tam także w szpadzie drużynowej, w której był czwarty. Brał też udział w igrzyskach olimpijskich w Los Angeles w 1984 roku, zajmując dziewiąte miejsce w turnieju indywidualnym florecistów.
Zdobywca brązowego medalu we florecie na mistrzostwach Europy w Foggii (1981). 